# SunCom
SunCom Wireless Holdings, Inc était un opérateur de télécommunications qui opérait dans le sud-est des États-Unis depuis 1999 et dans certaines parties des Caraïbes depuis 2004.
En février 2008, SunCom a été acquise par T-Mobile USA, une filiale de Deutsche Telekom. En septembre 2008, la marque SunCom a été progressivement éliminée et rebaptisée sous le nom de T-Mobile.